# Segundo Plan de Malasia

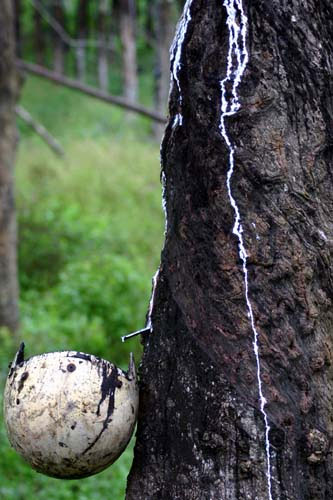
La diversificación de cultivos fue introducida durante el Segundo Plan de Malasia, para dejar de lado el caucho a favor de la palma aceitera.

El Segundo Plan de Malasia fue un plan de desarrollo económico introducido por el gobierno de Malasia como parte de la implementación de la Nueva Política Económica de Malasia (NEP). Duró desde 1971 hasta 1975 y pretendía "reestructurar" la sociedad malaya y reducir el dominio extranjero y, en particular, de los chinos malayos en la economía de Malasia, así como mejorar la posición económica del pueblo malayo.
Fue el sucesor del Primer Plan de Malasia, que también pretendía atacar específicamente el problema de la pobreza entre los malayos; sin embargo, el Primer Plan de Malasia tuvo un éxito limitado, lo que puede haber sido un factor desencadenante del incidente del 13 de mayo de 1969, cuando estallaron revueltas étnicas en Kuala Lumpur. El Segundo Plan de Malasia fue visto por algunos como excesivo en su afán de incrementar la participación malaya en la economía y, por ello, el gobierno redujo el énfasis en la reestructuración de la economía cuando el plan terminó.

## Historia
Aunque los malayos casi siempre han conformado una mayoría de la población de Malasia, su poder económico rara vez ha estado en consonancia. En 1970, los Bumiputras controlaban sólo el 1.9% de la economía de Malasia, mientras que los no malayos (en su mayoría chinos) poseían el 37.4%, con el resto en manos extranjeras. Debido a esta gran disparidad, el Artículo 153 de la Constitución exige al gobierno establecer cuotas para la dispensación de becas, el empleo en la administración pública, etc. con el objetivo de mejorar la situación económica de los malayos.
Sin embargo, el Primer Plan de Malasia —cuyo enfoque había sido dependiente de los malayos «que hacen uso de estas instalaciones y servicios y ponerlos a buen uso»— falló para abordar el desequilibrio económico. Sus políticas también resultaron en el descontento entre los no malayos, quienes en su mayoría apoyaban a los partidos de la oposición que favorecieran a la reducción o eliminación de la discriminación positiva para los Bumiputras en las elecciones generales de 1969. El 12 de mayo, un desfile de Victoria fue realizado por la oposición y este provocó una manifestación de represalia el 13 de mayo por la Organización Nacional de Malayos Unidos (UMNO), un partido importante en la coalición de gobierno de la Alianza. Sin embargo, la manifestación pronto se convirtió en un motín que duró dos días. Oficialmente, alrededor de 200 personas murieron —aunque otros han dado mucho más grandes estimaciones— con miles quedando sin hogar, la mayoría de ellos chinos. Malasia se declaró en estado de emergencia y el Parlamento fue suspendido. El Consejo Nacional de Operaciones (NOC) gobernó hasta 1971, cuando el Parlamento se volvió a convocar.
El Segundo Plan Quinquenal de Malasia (1961 - 1965) fue un plan de desarrollo económico puesto en marcha por el Gobierno de Malasia, y continuado por el gobierno de Malasia (una nueva nación que comprende Malaya, Singapur, Sabah y Sarawak). Este plan prosiguió la Primera Plan Quinquenal de Malasia, que se desarrolló entre 1956 y 1960. El Segundo Plan Quinquenal Malayo aumentó el gastos para el desarrollo de la agricultura y las zonas rurales. La financiación se incrementó notablemente por los planes de desarrollo de la tierra, la infraestructura física y los servicios sociales. El objetivo declarado del plan era «dar facilidades y oportunidades para la población rural para mejorar su nivel de bienestar económico y social». Algunos han atribuido el mayor gasto del Plan a los problemas políticos de gobernanibildad de la Alianza de Coalición Política; además la Coalición ganó por un estrecho margen las elecciones generales de 1959 debido al descontento entre el electorado de malayos rurales, por la falta de progreso económico.
A pesar de que tener las riendas del poder, el NOC creó el NEP, con el fin de erradicar la pobreza y la eliminación de «la identificación de la raza con la función económica» a través de una «economía en rápida expansión»; la NEP buscaba una participación Bumiputra del 30 % en la economía dentro de 20 años. El Esquema de Plan de Perspectiva también se aprobó, con objetivos similares a la NEP. Tanto la NEP y el Esquema de Plan de Perspectiva se establecieron a expirar en 1990, y el Segundo Plan de Malasia fue aprobado por el Parlamento para poner en práctica los objetivos de estas políticas.

## Reestructuración económica
El Segundo Plan de Malasia intensificó la participación del gobierno en la economía, con el objetivo principal de aumentar los intereses económicos malayos, especialmente en las áreas de manufactura y la minería. Con el fin de evitar afectar los intereses económicos de China, el plan se centró en un gran crecimiento económico, con el objetivo de ampliar tanto las participaciones malayas y no malayas en la economía en términos absolutos, de igual manera el aumento de la participación malaya en términos relativos.
Una suma total de 7.25 mil millones de ringgits se destinaron para el Segundo Plan de Malasia. Aunque esto constituía una disminución de la asignación de M$ 10.5 mil millones del Primer Plan de Malasia, el Segundo Plan de Malasia esperaba para lograr una mayor reducción de la pobreza y aumentar la participación de los malayos en el sector privado por medio de la imposición de restricciones a las empresas privadas que se beneficiaran el empleo malayo y la propiedad económica.
El momento en que el plan fue anunciado, los no malayos tenían, en palabras de un comentarista, «un monopolio virtual de la industria privada y del empleo comercial», y se concentraban en las zonas urbanas. Sin embargo, los intereses extranjeros controlaban la mayoría de las industrias modernas, como la manufactura, la banca, las finanzas, el caucho y el estaño. Los malayos estaban involucrados principalmente en ocupaciones rurales, tales como el cultivo de arroz, la pesca, con tendencia a las pequeñas explotaciones de caucho o palma aceitera, y así sucesivamente. Estaban ausentes incluso de puestos menores de trabajo de cuello blanco, tales como el trabajo de oficina, y solo en la administración pública, a ellos se les garantiza el 80 % de todos los puestos en el gobierno, estaban presentes en la parte superior de la jerarquía. La mayoría de los miembros de algunas profesiones, como la medicina y la ley, eran no malayos. Irónicamente, las políticas gubernamentales, tales como los establecidos por el artículo 153, parecían obstaculizar la participación Malaya en el sector privado, dándoles preferencia en solo en el sector público. El desempleo entre todas las razas también estaba muy extendido, en gran parte debido a la falta de educación, con alrededor del 70 % de los 275 000 desempleados en 1970 se encontraban entre las edades de 15 y 25 años. Esto era todo lo que la NEP y el Segundo Plan de Malasia se propuso a cambiar.

## Industrialización
Varias agencias gubernamentales que se habían establecido antes de la llegada del Segundo Plan de Malasia aumentaron su participación en la economía durante este mismo plan. Dentro de estas agencias se incluye la Autoridad de Desarrollo Industrial de Malasia (MIDA) y el Majlis Amanah Rakyat (MARA). Varios más también fueron establecidos bajo el plan, incluyendo el Perbadanan Nacional (PERNAS, o la Corporación de Comercio Nacional), Sociedad Estatal para el Desarrollo Económico y la Dirección de Desarrollo Urbano (UDA).
PERNAS fue establecido para adquirir empresas y participar en joint ventures con empresas privadas, así como para impulsar a industrias nacientes y resguardarlas en confianza hasta que los malayos tuvieran un capital suficiente para hacerse cargo de ellas. Para el final de la permanencia del plan, PERNAS poseía el 100 % de las ocho empresas que participaban en los seguros, el comercio, la construcción, los bienes raíces, la ingeniería, de valores, y la minería. Las Joint Ventures también se habían formado con el sector privado para desarrollar la industria de consultoría minera, contenedores y el turismo.
El Parlamento aprobó la Ley de Coordinación Industrial durante el Segundo Plan de Malasia, el cual exigía que todos las nuevas empresas manufactureras con M$ 100 000, o veinticinco o más trabajadores, para ser autorizadas por el ministro de Comercio e Industria. Para obtener una licencia de este tipo, cada empresa tenía que cumplir una serie de condiciones establecidas por el Ministerio, las cuales podrían variar. Los fabricantes chino-malayos estaban preocupados por esta ley, ya que ellos habían operado con un control mínimo del gobierno en el pasado. Sin embargo, el gobierno declaró que dicho decreto no estaba destinado a ser perjudicial a cualquier grupo y siguió adelante con su implementación. Según la ley, las empresas se dividían en tres categorías: las empresas aprobadas después del 1 de enero de 1972, las empresas aprobados antes de esa fecha y las empresas que operan sin la aprobación del Ministerio. Se requirió que todos las empresas sujetas al esta ley presentaran una propuesta al Ministerio, que indicara cómo planeaban alcanzar el objetivo a largo plazo de una propiedad del 30 % de malayos y el 70 % de no malayos dentro de la empresa. Las propuestas que fueron aceptadas se convirtieron después en las directrices sobre cómo una compañía debería de operar.
Hasta el Segundo Plan de Malasia, la industria se concentraba en la costa oeste de la península de Malasia; y gracias al Plan se trasladaron nuevos polígonos industriales en la costa este, con el fin de frenar la migración del campo a la ciudad; la costa oeste era mucho menos urbanizada que la costa este.
En 1975, las actividades de fabricación constituyeron el 16 % del producto interno bruto de Malasia (PIB), un uno por ciento por debajo del objetivo del Segundo Plan de Malasia. La manufactura creció insignificantemente en 1975, atribuido por el Gobierno a la recesión mundial de ese año. Esto contrastaba con el crecimiento del 15 % alcanzado en 1974, que también superó la meta de crecimiento anual del 12.5 % durante el Segundo Plan de Malasia. Alimentos, productos de madera, y productos químicos constituían la mayoría del sector manufacturero. El importante crecimiento en el sector manufacturero durante este período se ha atribuido al establecimiento de zonas de libre comercio, donde los bienes importados no estarían sujetos a derechos de aduana del gobierno, y los bienes podría ser libremente exportados al extranjero o transferidos a otra zona de libre comercio. En 1974, estas zonas fueron convertidas en los estados de Penang, Selangor, y Malaca. Las industrias ubicadas en estas zonas eran en su mayoría de productos electrónicos, de caucho y textiles.

## Minería
Hasta finales de 1970, Malasia fue el principal productor mundial de estaño, suministrando más o menos 40% de estaño del mundo no comunista. Sin embargo, las reservas de estaño fueron en declive; la contribución de la minería al PIB fue proyectado a caer 13 % en el transcurso del Segundo Plan de Malasia, debido al agotamiento de las reservas de estaño y hierro. Sin embargo, la bauxita y el cobre continuaron con la contribución al sector minero a principios del 1970. Participación malaya en el sector minero fue mínima, y hasta un 70% de la industria se mantuvo bajo control de extranjeros. Este fue un legado de la época colonial británica; muchas empresas británicas, que habían llegado en el siglo XIX para explotar los recursos minerales de Malasia, no se habían retirado aún. La participación malaya en el sector minero —especialmente en estaño— se vio obstaculizada por la tendencia británica en el siglo XIX de traer mano de obra china barata; y la mayoría de los empleados en la minería eran aún chinos a finales de 1970.
El petróleo o petróleo crudo comenzó a contribuir de manera significativa a la economía de Malasia en la década de 1970, cuando las nuevas plataformas petrolíferas y refinerías se establecieron. Para 1975, la producción total de crudo se situó en 90 000 barriles por día (14 000 m³/d), la mayoría de estos producidos por Shell. En 1974, el derecho exclusivo de poseer, explorar y explotar petróleo en Malasia fue ejercido por la empresa gubernamental de Petronas. Al año siguiente, se le concedió a Petronas los derechos exclusivos sobre la comercialización y distribución de todos los productos derivados del petróleo y una disposición para controlar otras empresas sin tomar una participación accionaria de estas, a través de la emisión de acciones de gestión para Petronas.
El número de malayos empleados en el sector minero se disparó a partir de 1970 en adelante, cuando las políticas de reestructuración del gobierno entraron en vigor. Cuando comenzó el Segundo Plan de Malasia, menos de 200,000 los malayos estaban empleados en la industria minera. Alrededor de 1990, estos sumaban casi un millón, muy por delante de los números de destino originalmente planeados. Las licencias para las operaciones mineras fueron especialmente reservados para los malayos como parte de la campaña para aumentar el nivel de participación en la industria minera. El gobierno también aumentó aparentemente la participación de los Bumiputra al nacionalizar varias empresas extranjeras mineras -en 1989, las empresas estatales controlaban el 60% de la industria minera. El gobierno también se vio favorecido por el hecho de que el petróleo pronto eclipsó otros minerales dentro del sector —como la minería Petronas era una empresa de propiedad estatal, también se consideró una empresa Bumiputra. Sin embargo, el gobierno ha sido criticado por esta práctica, ya que se argumenta que empresas nacionalizadas pertenecen al público en general, y no solo a los Bumiputra.

## Agricultura
El Segundo Plan de Malasia continuó las iniciativas que los planes quinquenales anteriores, como el Primer Plan Malayo Quinquenal, habían tomado. Aunque el gasto en el desarrollo de otros tipos de desarrollo aumentó considerablemente, en aproximadamente M$ 1 millón de ringgits, también se aumentó la financiación para el desarrollo rural. El Segundo Plan de Malasia se centró en la diversificación de los cultivos sobre toda Malasia; Programa Libro Verde de 1974 pretendió hacer de Malasia autosuficiente en la producción de alimentos al alentar a los agricultores a cultivar hortalizas, como frijoles, chiles largos y la ganadería trasera —el Departamento de Veterinaria llegó a distribuir ganado. Materiales como los fertilizantes, semillas, insecticidas y herbicidas fueron subvencionados, y se alentó el doble cultivo del arroz, por lo que los agricultores pueden cosechar dos veces en un año y efectivamente duplicar su producción. La Organización de Autoridad de los Agricultores fue fundada en 1973 con el objetivo de coordinar las cooperativas agrícolas, las sociedades de agricultores y agencias agrícolas gubernamentales.
El crecimiento de la agricultura en pequeña escala era visto como crucial para la creación de empleos y la reducción de la pobreza rural, y las agencias gubernamentales como la FELDA (la Autoridad de Desarrollo Federal Rural) aumentó enormemente el alcance y el tamaño de sus programas de desarrollo. El RISDA (la Agencia de Desarrollo de Pequeños Productores de la Industria del Gaucho) se le dio a la tarea de diversificar las fincas de pequeños productores; el RISDA se fijó el ambicioso objetivo de desarrollar 150 000 acres (610 km²) durante el Segundo Plan de Malasia. El principal objetivo era diversificar el aceite de palma a través de la plantación de palma aceitera. La economía de Malasia se basó en gran medida en el caucho durante este tiempo —en su apogeo, Malaya (la Malasia peninsular) por sí sola producía más de la mitad del caucho del mundo. Sin embargo, la Gran Depresión, que disminuyó los precios del caucho, afectó enormemente a la economía malaya. Así, el gobierno de Malasia como objetivo de evitar otro incidente de esta índole diversificó su sector agrícola. Sin embargo, el RISDA extralimitó en sí en el intento de reapropiarse tan rápidamente la tierra y para el final del Segundo Plan Malasia, solo 40 000 acres (160 km²) se habían desarrollado, con solo la mitad de este número con fincas de palma aceitera.
Sin embargo, el desarrollo de la tierra y las políticas de reasentamiento instituidos por el gobierno no lograron hacer un impacto en la pobreza rural. El gobierno logró reubicar a solo 40 000 personas, a pesar de un estimado de 535 000 familias dedicadas a la agricultura que vivían por debajo del nivel de pobreza. Debido a las ineficiencias del programa, los beneficiarios de reasentamiento y el desarrollo no siempre eran los que tenían la mayor necesidad. También fue alegado por algunos que había demasiado énfasis en el difícil proceso de reasentamiento y el desarrollo de nuevas áreas, en lugar de aumentar la productividad en las granjas existentes. Las cosas se complicaron por la Constitución, que dio a los estados demasiado control sobre el desarrollo de la tierra, y por lo que era requerido que el gobierno federal negociara con los gobiernos estatales de manera individual. Las familias rurales no malayas tampoco se beneficiaron mucho debido a esto, ya que la Constitución reservaba porciones de tierra exclusivos para los malayos, y los gobiernos estatales no estaban ansiosos por recibir a no malayos de escasos recursos.
Aunque el Segundo Plan de Malasia modernizado enormemente el «cuenco de arroz», estados de Kedah y Perlis —eliminando la mayor parte del uso de búfalo de agua sustituyéndolos con tractores— la mayoría de los pequeños productores y agricultores individuales no se beneficiaron de tecnología en lo que respecta. En el sector de la agricultura corporativa, los malayos tenían únicamente una participación del 0.3 %, frente al 70.8 % de participación extranjeros; mientras que en el sector no corporativo, los malayos tenían el 47.1 %. Debido al limitado capital, muchos malayos seguían involucrados en «actividades de menor productividad», cuando el Segundo Plan de Malasia llegó a su término.

## Salud
El Segundo Plan de Malasia continuó con iniciativas anteriores sobre el incremento de los niveles nutricionales de la población a través de una serie de programas. Estos incluían incentivos para la producción de alimentos nutritivos, la enseñanza en nutrición y planificación de una dieta rica en nutrientes, además del suministro de alimentos para los grupos con más altos índices de desnutrición. Sin embargo, estos programas fueron obstaculizados por la falta de personal médico capacitado.
Aunque la planificación familiar se estableció como un objetivo nacional en 1964, los esfuerzos durante el Segundo Plan Malayo en la promoción de esta se vio obstaculizada por negligencia del gobierno. Gran parte del éxito alcanzado por el Consejo Nacional de Planificación Familiar se produjo durante el Primer Plan de Malasia (desde 1966 hasta 1970). El Segundo Plan de Malasia esperaba agregar a 600 000 nuevos usuarios en las técnicas de planificación familiar, pero las instalaciones y personal proporcionados fueron insuficientes. El tema fue visto como algo muy sensible por el gobierno, y por lo tanto la planificación familiar fue ignorada en su mayoría. Irónicamente, en 1984 el primer ministro de Malasia, Mahathir Mohamad eliminó la planificación familiar como una política de Estado al anunciar la Política Nacional de Población, que proyectaba a 70 millones de habitantes para el 2100, desde 12.6 millones en 1984.

## Educación
Aunque la educación fue marginada en su mayoría en favor de los programas de reestructuración socioeconómica durante el Segundo Plan de Malasia, se tomaron algunas iniciativas importantes durante su vigencia. En 1970, el malayo, el idioma nacional, se convirtió en el principal medio de la instrucción de primaria a nivel terciario, reemplazando Inglés. Exámenes estandarizados británicas fueron sustituidas por exámenes locales, y se introdujeron nuevos libros de texto en idioma malayo. Para el final del plan, las escuelas más con base en el inglés habían convertido los primeros cuatro años de instrucción al nuevo plan de estudios malayo.
En 1973, se creó el Centro de Desarrollo Curricular. Su objetivo era coordinar los proyectos para reformar el plan de estudios que previamente habían sido manejados por diferente departamentos gubernamentales. También se comenzó a renovar el plan de estudios para la ciencia y las matemáticas, y empezó un nuevo programa para la revisión de los diferentes planes de estudio de las ciencias sociales.
El Segundo Plan de Malasia también esperaba aumentar la disponibilidad de la formación profesional y técnica. A pesar de algunos intentos, se ha avanzado muy en la mejora del plan de estudios, el cual se centró en ofrecer una educación general y hace poco espacio para la formación profesional o entrenamiento técnica. Nuevas escuelas técnicas y profesionales se construyeron bajo el Segundo Plan de Malasia, con solo siete instituciones completados en 1975. Se esperaba que esto atenuara el problema del desempleo, especialmente entre los jóvenes.

## Transporte
El Segundo Plan tuvo como objetivo modernizar los ferrocarriles de Malasia, los cuales el gobierno consideraba crucial para el desarrollo de la industria. Todos los trenes fueron modificados a utilizar el combustible diésel más eficiente, y el gobierno aumentó las asignaciones para el mantenimiento y modernización de la infraestructura ferroviaria. En particular, se hizo hincapié en la mejora existente del material rodante, capas de balasto, y la reparación de instalaciones.
El servicio aéreo también se amplió bajo este plan, que se basó la compra de todo tipo de clima y equipos de control de tráfico nocturno, así como la capacitación del personal para manejar dicho equipo. El Segundo Plan de Malasia también generó que Malaysia-Singapore Airlines se dividiera en el Sistema de Malaysia Airline (MAS) y Singapore Airlines (SIA).
El Segundo Plan de Malasia también vio la introducción de contenedores en Malasia para facilitar el transporte de mercancías. El plan preveía la creación de una empresa nacional de transporte para manejar el transporte terrestre; y en agosto de 1971, Kontena Nasional Berhad (Nacional Containers Limited) fue establecido por el gobierno. En diciembre, M.V. Benavon convirtió en el primer buque de contenedores en embarcar en Malasia, en la Terminal Norte de Puerto Klang en Selangor.
En el momento del Segundo Plan de Malasia, sólo había dos puertos marítimos en Malasia; una en Penang, y uno en Klang. El plan preveía la construcción de dos nuevos puertos, tanto en la península de Malasia; uno sería en Johor y otra en Kuantan, una ciudad importante en Pahang. Los objetivos principales de estos proyectos fueron para satisfacer la creciente demanda de transporte marítimo de mercancías, y para llevar el desarrollo a estados subdesarrollados. El Puerto de Johor se completó en 1977, mientras que el Puerto de Kuantan comenzó a operar por completo en 1984.

## Legado
Al final del Segundo Plan Malasia, se encontró que la tasa de pobreza disminuyó de un 49 % a un 43 %. El desempleo tuvo una mejora ligera, disminuyendo de 7.5 % a 7.4 %. Grandes avances se hicieron en el aumento de la participación los Bumiputra en el sector privado, sin embargo; la tasa de empleo de los Bumiputra en el sector manufacturero aumentó de 29 % a 33 %, y de un 24 % al 34 % en el sector comercial. La participación de los Bumiputra en el capital se duplicó del 3 % al 7,8 %. Sin embargo, esto no fue considerado satisfactorio ya que muchos de los avances habían sido realizados por empresas gubernamentales que llevan a cabo la equity in trust. A pesar de que el plan había apuntado inicialmente una tasa de crecimiento del PIB del 12.5 % al año, y solamente se logró un promedio de 11 %. El crecimiento fue desigual; mientras que en 1973 el PIB creció un 27 %, en 1975, creció un 3 % debido a la recesión mundial en ese momento. A pesar de los esfuerzos del gobierno para combatir el desempleo con creación de 600 000 nuevos puestos de trabajo durante el Segundo Plan de Malasia, el número de desempleados aumentó entre 1970 y 1975; en 1970, había 275 000 desempleados, pero en 1975, el número llegó a 324 000.
El Segundo Plan de Malasia también se vio obligado a enfrentarse a un problema inesperado: la inflación. Entre 1972 y 1975, el índice de precios al consumidor (IPC) aumentó de forma inesperada en un 40 %. En 1974, la tasa promedio de inflación yacía en 18 %, a pesar de que se redujo a un 7 % en 1975. Este nuevo problema fue tomando en cuenta por el gobierno, al elaborar el Tercer Plan de Malasia (1976-1980).
Otra consecuencia general del Segundo Plan de Malasia fue la diversificación de cultivos. A pesar de que la RISDA no cumplió sus objetivos, la industria del aceite de palma en Malasia siguió creciendo. Para 1998, el aceite de palma se convirtió el segundo mayor contribuyente al PIB de Malasia, solo superada por los productos electrónicos.
En general, el Segundo Plan de Malasia generó grandes avances en la reducción de la inequidad en la economía que llegó a existir. Sin embargo, el énfasis por mejorar la suerte de los malayos preocupó enormemente a los no malayos, y cuando se puso en marcha el Tercer Plan de Malasia, el gobierno bajó el tono de su retórica sobre la acción afirmativa y puso de relieve un mayor crecimiento económico, lo que beneficiaría a todos los habitantes.